# 9038 Helensteel
9038 Helensteel eller 1990 VE1 är en asteroid i huvudbältet som upptäcktes den 12 november 1990 av den brittiske astronomen Duncan Steel vid Siding Spring-observatoriet. Den är uppkallad efter upptäckarens fru, Helen M. Steel.
Asteroiden har en diameter på ungefär 6 kilometer och den tillhör asteroidgruppen Eunomia.